# Тед Левин
Франк Тиодор „Тед“ Левин (на английски: Frank Theodore "Ted" Levine; роден на 29 май 1957 г.) е американски актьор. Най-известен е с ролите си на Бъфало Бил във филма „Мълчанието на агнетата“ и капитан Лиланд Стотълмайър в сериала „Монк“.

## Частична филмография
- „Мълчанието на агнетата“ (1991)
- „Последният извън закона“ (1993)
- „Жега“ (1995)
- „Луд град“ (1997)
- „Флабър“ (1997)
- „Този див, див запад“ (1999)
- „Еволюция“ (2001)
- „Бързи и яростни“ (2001)
- „Убиец на пътя“ (2001)
- „Али“ (2001)
- „Истината за Чарли“ (2002)
- „Манджурският кандидат“ (2004)
- „Мемоарите на една гейша“ (2005)
- „Убийството на Джеси Джеймс от мерзавеца Робърт Форд“ (2007)
- „Американски гангстер“ (2007)
- „Злокобен остров“ (2010)
- „Джурасик свят: Рухналото кралство“ (2018)
- „Последният случай на г-н Монк“ (2023)